# トリンギット語
トリンギット語（トリンギットご、Tlingit）はナ・デネ語族に属する言語である。話者はアラスカ南東部（アラスカ・パンハンドル）およびカナダ西部（ブリティッシュコロンビア州）に居住するトリンギットの人々である。